# 단테 커닝햄

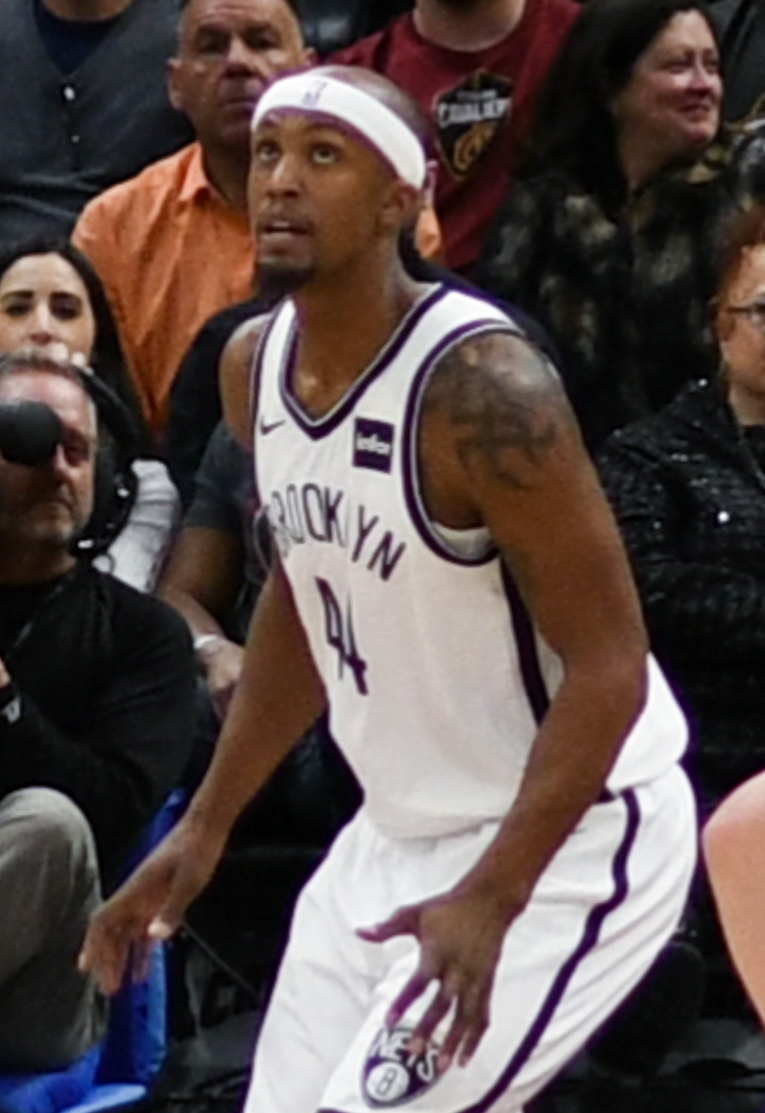

단테 커닝햄(Dante Cunningham, 본명: 단테 라마 커닝햄, Dante Lamar Cunningham, 1987년 4월 22일 ~ )은 미국의 프로 농구 선수이다. 2009년 NBA 드래프트에서 전체 33순위로 포틀랜드 트레일블레이저스에 지명되기 전까지 빌라노바에서 대학 농구를 했다.

## 어린 시절
커닝햄은 메릴랜드주 클린턴에서 태어났다. 누나 다발린은 WNBA에서 뛰었다.

## 고등학교 경력
커닝햄은 워싱턴 D.C.에 있는 세인트 존스 칼리지 고등학교에서 준비 경력을 시작했다. 3학년 때 그는 경기당 평균 10득점과 7.4리바운드를 기록했다. 그의 팀 동료 중 한 명인 드웨인 앤더슨은 나중에 커닝햄과 함께 빌라노바에서 뛰었다.
시니어로서 커닝햄은 포토맥 고등학교(Potomac High School)로 편입하여 리코 리드 감독 밑에서 27-0 시즌을 이끌었다. 그는 포토맥에서 경기당 평균 13개의 리바운드, 20득점, 4개의 블록슛을 기록했다. 그는 워싱턴 포스트 메트로폴리탄 올해의 선수로 선정되었다.

## 대학 경력
2008년 11월 필라델피아 팔레스트라에서 단테 커닝햄
빌라노바에서 커닝햄은 33경기에 모두 출전했고 신입생 때 4경기에 선발로 출전했다.
4학년 때 커닝햄은 계속해서 16.1점으로 팀을 이끌고 빅 이스트 기량선수상(Most Improved Player)을 수상했다. 와일드캣츠를 1985년 이후 처음으로 파이널 포 출전으로 이끌었다. 커닝햄은 2008-2009 올 빅 이스트 두 번째 팀과 2009 NCAA 토너먼트 올 리전(All Region)에 지명되었다.